# 1-Diazidocarbamoyl-5-azidotetrazole
1-Diazidocarbamoyl-5-azidotetrazole, thường được gọi một cách không chính thức là azidoazide azide, viết tắt là AA, là một hợp chất vô cơ dị vòng có công thức C2N14. Nó là một chất nổ cực kỳ nhạy cảm.

## Tổng hợp
1-Diazidocarbamoyl-5-azidotetrazole được sản xuất bởi diazotizing triaminoguanidinium clorua với natri nitrit trong nước siêu tinh khiết. Một phương pháp tổng hợp khác sử dụng phản ứng metathesis giữa isocyanogen tetrabromide trong aceton và natri azide trong nước. Đầu tiên tạo thành isocyanogen tetraazide, đồng phân "mở" của C2N14, trong khi nhanh chóng vòng trong điều kiện tiêu chuẩn để tạo thành vòng tetrazole.

## Thuộc tính
Phân tử C2N14 là một tetrazole đơn chức có ba nhóm azide với khối lượng phân tử là 220,16 g.mol−1. Nó có trạng thái cân bằng phân tử giữa dạng đóng và dạng mở, isocyanogen tetraazide đã được biết đến từ năm 1961, chất sau được chu trình hóa nhanh chóng thành dạng tetrazole dạng mạch vòng (C2N14) ở nhiệt độ phòng. Bất chấp những lời đồn đại và video mang thông tin phóng đại về hợp chất này và bất chấp những cải chính, C2N14 không phải là hợp chất nhạy cảm nhất thế giới, có các chất nổ tiếp xúc khác như nitơ triiodide nhạy cảm hơn nhiều. Tuy nhiên, nó rất nhạy, có độ nhạy tác động thấp hơn 0,25 Joules và độ nhạy ma sát nhỏ hơn 1 Newton.
Thật vậy, chất nổ tetrazole này có nhiệt độ phân hủy là 124 °C và có thể được bắt đầu khi tiếp xúc hoặc sử dụng chùm tia laze. Đây là một phần của họ hợp chất nitơ năng lượng cao vì các nguyên tử nitơ không có liên kết ba và do đó ở dạng kém bền hơn cho đến khi phân hủy giải phóng khí nitơ.